# Burungura
Burungura è una circoscrizione rurale (rural ward) della Tanzania situata nel distretto di Muleba, regione del Kagera. Conta una popolazione di 13 354 abitanti (censimento 2012).